# Liliana Fernández
Liliana Fernández Steiner (Alicante, 4 januari 1987), spelersnaam Liliana, is een voormalige Spaanse beachvolleybalspeler. Ze nam tussen 2008 en 2024 deel aan meer dan 150 internationale toernooien op het hoogste niveau. Liliana vormde het grootste deel van haar sportieve loopbaan een team met Elsa Baquerizo. Samen wonnen ze drie medailles bij de Europese kampioenschappen en werden ze zes keer Spaans kampioen. Liliana nam deel aan vier opeenvolgende Olympische Spelen.

## Carrière

### 2005 tot en met 2012
Liliana nam in 2005 en 2006 met verschillende partners deel aan verschillende wereldkampioenschappen voor junioren. In 2007 werd ze met Elsa Baquerizo – met wie ze tot en met 2021 een team zou vormen – vierde bij de wereldkampioenschappen onder 21 in Modena. Het duo debuteerde een jaar later in de FIVB World Tour. Ze namen deel aan zes internationale toernooien met een dertiende plaats in Dubai als beste resultaat. Het jaar daarop kwamen ze bij elf mondiale toernooien tot een vijfde plaats in Phuket. Bij de Europese kampioenschappen in Sotsji strandden Liliana en Elsa na drie nederlagen in de groepsfase en bij de EK onder 23 in Jantarny eindigden ze als zevende. In 2010 was het duo actief op twaalf toernooien in de World Tour met een vijfde plaats in Phuket als beste resultaat. Bij de EK in Berlijn gingen ze als groepswinnaar door naar de achtste finale waar ze werden uitgeschakeld door het Oostenrijkse tweetal Barbara Hansel en Sara Montagnolli. Tussen 2009 en 2014 werden Liliana en Elsa bovendien zesmaal op rij Spaans kampioen.

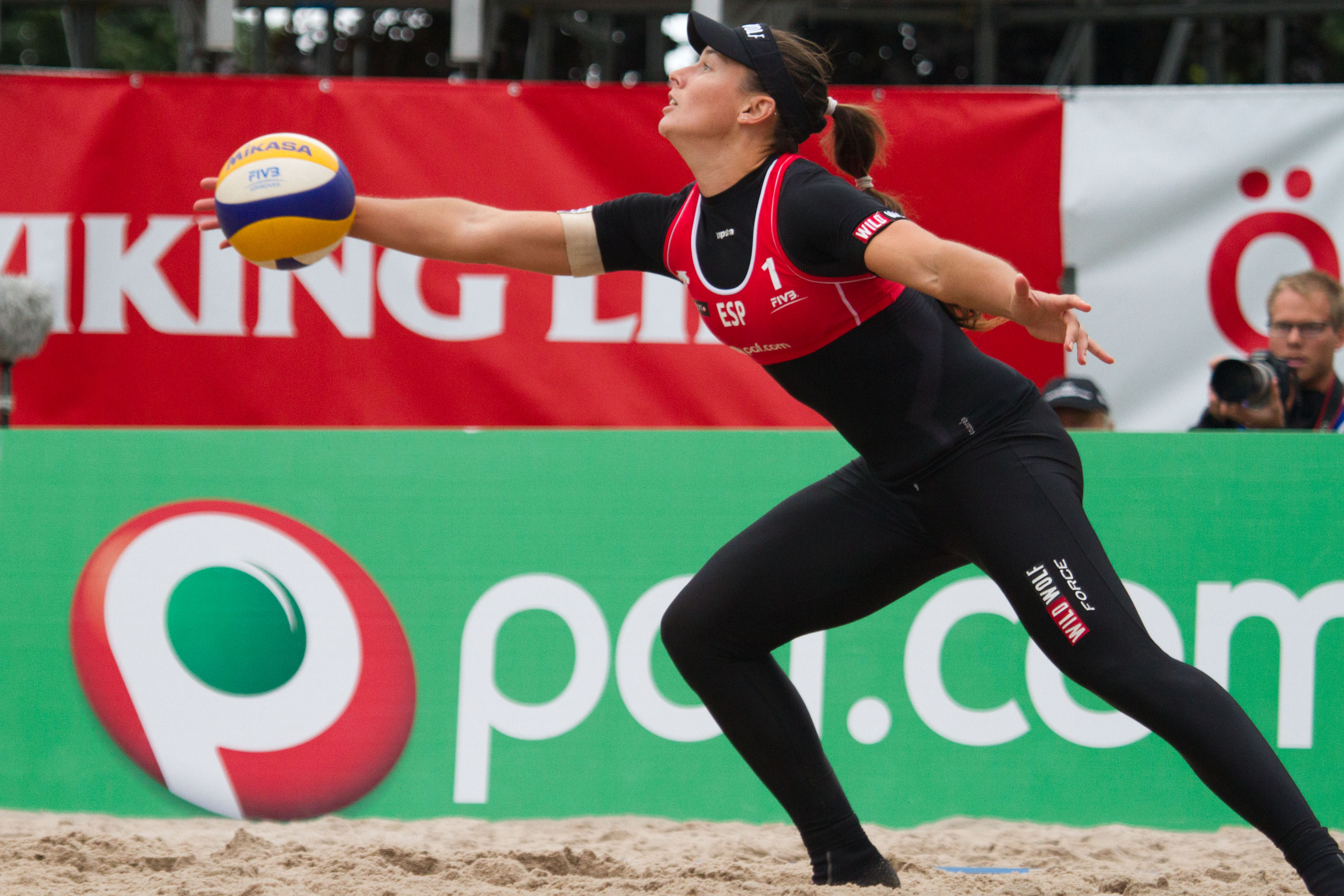
Liliana in actie tijdens de Åland Open (2012)

Het daaropvolgende seizoen namen ze deel aan de wereldkampioenschappen in Rome. Daar bereikten Liliana en Elsa de achtste finale die verloren werd van de Amerikanen Lauren Fendrick en Brooke Hanson. Bij de overige twaalf wedstrijden in de internationale competitie kwamen ze tot een vierde plaats in Quebec en twee vijfde plaatsen in Stare Jabłonki en Klagenfurt. Bij de EK in Kristiansand strandde het tweetal vanwege een blessure in de groepsfase. In 2012 wonnen ze de bronzen medaille bij de EK in Scheveningen door het Tsjechische duo Lenka Háječková en Hana Klapalová in de troostfinale te verslaan. Bij de Olympische Spelen in Londen eindigden Liliana en Elsa op een gedeelde negende plaats, nadat ze in de achtste finale werden uitgeschakeld door de Italianen Greta Cicolari en Marta Menegatti. Op mondiaal niveau behaalden ze bij negen FIVB-toernooien verder nog een tweede plaats op Åland en vijfde plaatsen in Shanghai en Klagenfurt.

### 2013 tot en met 2016
Het jaar daarop deed het duo mee aan tien reguliere FIVB-toernooien. Ze kwamen daarbij tot onder meer een tweede (Fuzhou), een derde (Moskou) en twee vijfde plaatsen (Corrientes en Den Haag). Bij de WK in Stare Jabłonki werden Liliana en Elsa in de achtste finale uitgeschakeld door het Amerikaanse duo April Ross en Whitney Pavlik. In Klagenfurt werden ze Europees vice-kampioen achter de Oostenrijkse zussen Doris en Stefanie Schwaiger. In 2014 noteerde het duo bij negen mondiale toernooien enkel toptienklasseringen; in Stavanger eindigden ze als tweede en in Moskou en Long Beach werden ze vierde. Bij de EK in Cagliari verloren Liliana en Elsa de kwartfinale van Victoria Bieneck en Julia Großner uit Duitsland.
Het daaropvolgende seizoen kwamen ze tot de achtste finale van de WK in Nederland, waar ze werden uitgeschakeld door de Brazilianen Taiana Lima en Fernanda Alves. Bij de EK in Klagenfurt eindigden ze eveneens als negende nadat de achtste finale verloren werd van het Griekse duo Vassiliki Arvaniti en Maria Tsiartsiani. In de World Tour namen ze deel aan tien reguliere toernooien – vijfde plaatsen in Moskou en Long Beach als beste resultaat – en sloten ze het seizoen af met een zevende plaats bij de World Tour Finals in Fort Lauderdale. In 2016 speelden Liliana en Elsa dertien reguliere wedstrijden op mondiaal niveau waarbij ze tot twee tweede plaatsen (Sotsji en Long Beach) en een derde plaats (Cincinnati) kwamen. Bij zowel de EK in Biel/Bienne als de Olympische Spelen in Rio de Janeiro was de achtste finale het eindstation; ze verloren respectievelijk van Laura Longuet en Alexandra Jupiter uit Frankrijk en de Russen Jekaterina Chomjakova en Jevgenia Oekolova. Ze sloten het seizoen af met een negende plaats bij de Finals in Toronto. Het seizoen daarop nam Liliana een pauze van het beachvolleybal om moeder te worden.

### 2018 tot en met 2024
In 2018 keerde Liliana terug aan de zijde van Elsa. Ze namen dat jaar deel aan tien FIVB-wedstrijden met een vijfde plaats in Warschau als beste resultaat. Bij de EK in Nederland eindigde het tweetal als vierde nadat er in de halve finale verloren werd van Nina Betschart en Tanja Hüberli uit Zwitserland en nadat er in de troostfinale werd opgegeven vanwege een blessure. Het jaar daarop wonnen Liliana en Elsa het brons bij de EK in Moskou ten koste van de Zwitsers Joana Heidrich en Anouk Vergé-Dépré. Bij de WK in Hamburg was het Russische duo Nadezjda Makrogoezova en Svetlana Cholomina in de zestiende finale te sterk. In de World Tour kwamen ze bij tien toernooien tot twee vijfde plaatsen (Espinho en Moskou) en ze sloten het seizoen ook af met een vijfde plaats bij de Finals in Rome. Daarnaast wonnen ze in Haiyang het olympisch kwalificatietoernooi. In 2020 eindigden ze als negende bij de EK in Jurmala nadat de achtste finale verloren werd van Riikka Lehtonen en Niina Ahtiainen uit Finland. Het jaar daarop nam het duo in aanloop naar de Spelen deel aan vijf FIVB-toernooien met een negende plaats in Doha als beste resultaat. Bij de Olympische Spelen in Tokio eindigden Liliana en Elsa opnieuw als negende nadat de achtste finale verloren werd van Melissa Humana-Paredes en Sarah Pavan uit Canada. Na afloop van het seizoen beëindigde Elsa haar sportieve loopbaan en ging het duo uit elkaar.
In 2022 nam Liliana een pauze van het beachvolleybal om voor de tweede keer moeder te worden. Het jaar daarop hervatte ze het beachvolleybal aan de zijde van Paula Soria. Het duo nam in 2023 deel aan dertien toernooien in de Beach Pro Tour – de opvolger van de World Tour. Ze wonnen de Future-toernooien van Madrid en Bujumbura en bereikten de kwartfinales van de Challenge-toernooien in Saquarema en Goa. Bij de EK in Wenen verloren ze in de achtste finale van Betschart en Hüberli. Bij de WK in Tlaxcala werden Liliana en Paula in de zestiende finale uitgeschakeld door de Duitsers Svenja Müller en Cinja Tillmann. Het daaropvolgende seizoen kwamen ze bij tien toernooien in de Beach Pro Tour in actie. Liliana en Paula wonnen een bronzen medaille in Stare Jabłonki en behaalden vier vijfde plaatsen (Recife, Saquarema, Guadalajara en Xiamen). Via de laatste plek op de olympische ranglijst plaatste het duo zich voor de Olympische Spelen in Parijs. Daar bereikten ze de achtste finale die ze verloren van Betschart en Hüberli. Na afloop van de Spelen beëindigde Liliana haar sportieve carrière.

## Palmares
Kampioenschappen
- 2009:  NK
- 2010:  NK
- 2011: 9e WK
- 2011:  NK
- 2012:  EK
- 2012: 9e OS
- 2012:  NK
- 2013: 9e WK

- 2013:  EK
- 2013:  NK
- 2014:  NK
- 2015: 9e WK
- 2016: 9e OS
- 2019:  EK
- 2021: 9e OS
- 2024: 9e OS

FIVB World Tour
- 2012:  Åland Open
- 2013:  Fuzhou Open
- 2013:  Grand Slam Moskou
- 2014:  Grand Slam Stavanger
- 2016:  Sotsji Open
- 2016:  Cincinnati Open
- 2016:  Grand Slam Long Beach

Beach Pro Tour
- 2023:  Madrid Future
- 2023:  Bujumbura Future
- 2024:  Stare Jabłonki Challenge